# Denver Mint
De Denver Mint (Nederlands: Munt van Denver) is een tak van de United States Mint die zijn eerste munten op 1 februari 1906 sloeg. De munt slaat nog altijd munten voor circulatie, muntsets en herdenkingsmunten. Munten geslagen in de Denver Mint hebben het muntteken D (hetzelfde als het muntteken van de Dahlonega Mint, die in bedrijf was tot 1861). De Denver Mint is de grootste munt ter wereld.

## Geschiedenis
De voorganger van de Denver Munt was het bedrijf van de heren Clark, Gruber and Company. Tijdens de Pikes Peak Gold Rush sloegen zij munten uit het goudstof dat hen werd geleverd door goudzoekers. Gedurende bijna drie jaar (1860–61) hebben ze gouden munten geslagen, daarnaast hebben ze in 1862 baren gemaakt. Het bedrijf werd opgekocht door de US Treasury in 1863.
Door een wet van het Congress werd de Denver Mint opgericht op 21 april 1862, het bedrijf ging open laat in 1863, het opende als een waarborginstelling. Hier werden dus voorwerpen van edelmetaal getest op zuiverheid. Het bedrijf begon te werken in het pand van Clark, Gruber and Company, gevestigd aan de 16th Street en Market Street, dit pand was voor $25.000 gekocht door de overheid.
In tegenstelling tot Clark, Gruber and Company begon de fabriek in Denver niet met het slaan van gouden munten. De reden die de directeur van de Munt hiervoor gaf was:

hostility of the Indian tribes along the routes, doubtless instigated by rebel emissaries (there being a Civil War) and bad white men.
— Directeur Denver Mint (1862)

In het Nederlands: “vijandigheid van de indianen stammen langs de routes, ongetwijfeld aangespoord door rebellerende afgezanten (er is een Burgeroorlog) en slechte blanke mannen”
Goud en goudklompen welke door kompels uit de omgeving naar de waarborginstelling werden gebracht, werden daar omgesmolten, gekeurd en gestempeld of tot goudbaren gegoten. De baren werden vervolgens teruggestuurd naar de eigenaar als een neutrale baar, gestempeld met het gewicht en de zuiverheid van het goud. Het grootste deel van het goud kwam uit de rijke lagen van het alluviaal goud in de beken, deze werden voor het eerst ontdekt in 1858, hetzelfde jaar waarin Denver werd gesticht.
Toen de voorraad goud in de beken uitgeput was werd er overgegaan op het mijnen van ertsaders met hoge percentages aan goud en zilver. Tegen 1859 was de jaarlijkse waarde aan goud en zilver dat werd gestort bij de waarborginstelling meer dan $5,6 miljoen.
De United States Treasury breidde de mogelijkheden om goud te smelten en zuiveren niet zo snel uit als het gevonden werd. In 1872 begon een groep zakenmannen, geleid door rechter Hiram Bond (een van de grootste beurshandelaren op de New York Gold Exchange), Joseph Miner en Joseph E. Bates, een burgemeester van Denver, met een nieuw bedrijf: de Denver Smelting and Refining Works welke een onafhankelijke en extra fabriek bouwde die erts verwerkte tot baren die vervolgens werden getest, gewogen en gestempeld door de Denver Mint.
Er was nieuwe hoop voor de status van de munttak - het Congres voorzag in de oprichting van een munt in Denver voor de productie van gouden en zilveren munten. De plaats voor de nieuwe munt aan de straten West Colfax en Delaware werd gekocht op 22 april 1896, voor ongeveer $60.000. De bouw begon in 1897.
De middelen om de fabriek uit te rusten waren niet toereikend en de overdracht van testactiviteiten naar het nieuwe gebouw werd uitgesteld tot 1 september 1904. Het slaan van munten begon in februari 1906, wat het mogelijk maakte om de status van Branch Mint te verkrijgen. Daarnaast, nog voordat de nieuwe machines geïnstalleerd konden worden voor gebruik bij de Munt, werden ze eerst naar de St. Louis Expositie van 1904 gebracht. Zilveren munten werden voor het eerst in 1906 in Denver geslagen. Tijdens het eerste jaar werden 167 miljoen munten geproduceerd, inclusief $20 goud (double eagle) munten, $10 goud (eagle) munten, 5 dollar goud (half eagle) munten, en diverse denominaties van zilveren munten.

## Gebouw
Het gebouw, uit 1897, is ontworpen door James Knox Taylor en is in de stijl van de mode van de late 19e en vroege 20e eeuw gebouwd. Het bevat met name neorenaissance elementen geïnspireerd op de Italiaanse Renaissance. De architect heeft het gebouw gebaseerd op een palazzo uit Florence. Het pand is ook beschermd als een National Protected Site.

## De Denver Mint in de populaire cultuur
- De Denver Mint komt in de film Cliffhanger uit 1993, van Sylvester Stallone, voor als locatie waar het gestolen geld gemaakt is en het is ook het vertrekpunt van het vliegtuig.
- De rockgroep Jimmy Eat World heeft een nummer geschreven met de title Lucky Denver Mint.

## Andere faciliteiten
De United States Mint produceert munten in Denver, San Francisco, West Point en Philadelphia (Philadelphia Mint). Daarnaast is er het Bureau of Engraving and Printing, dat verantwoordelijk is voor de productie van het papiergeld in de Verenigde Staten.